# Eleanor Hodgman Porter

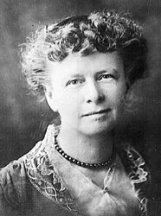
Eleanor Hodgman Porter

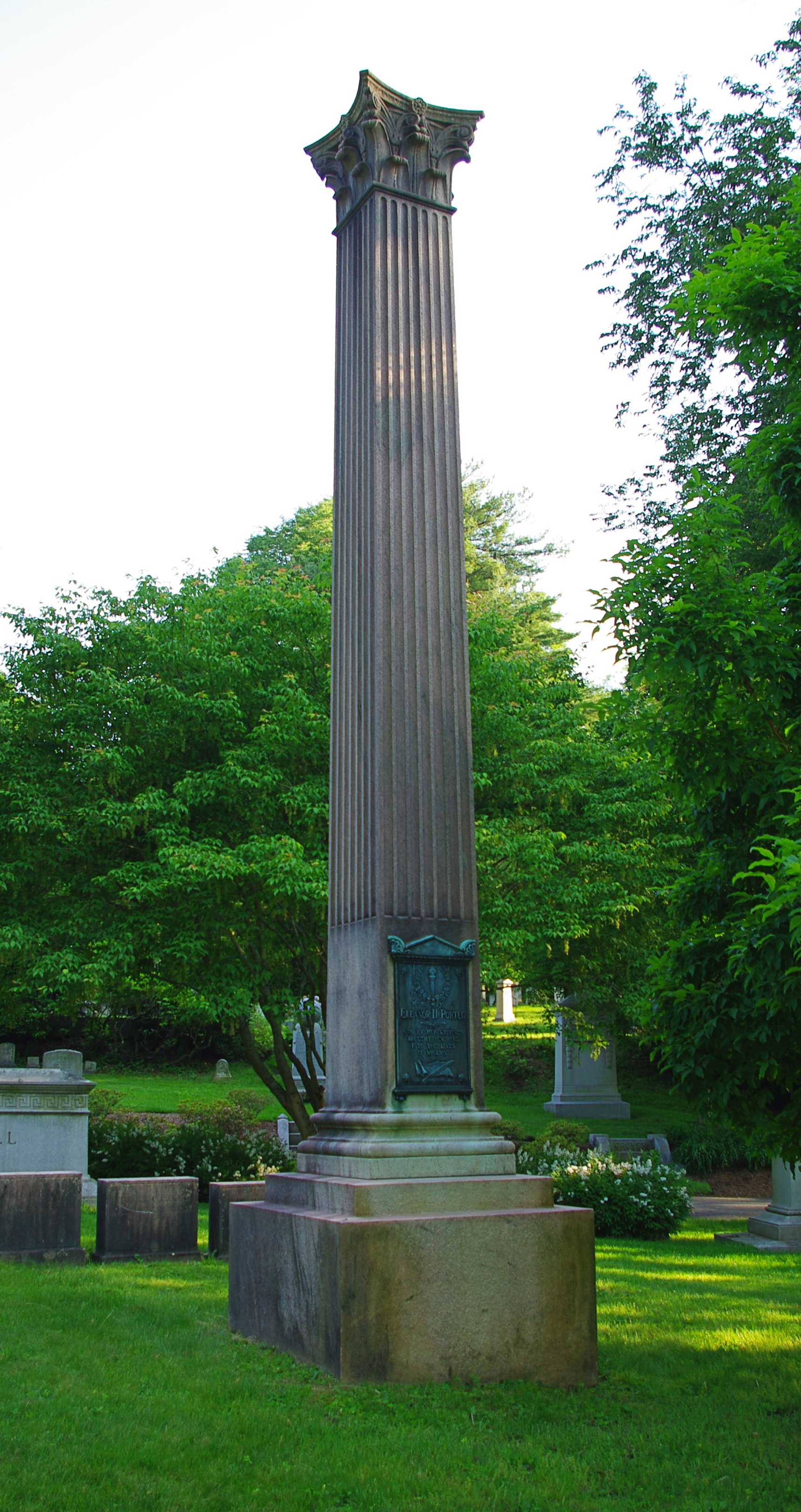
Grab auf dem Mount Auburn Friedhof, Cambridge (Massachusetts)

Eleanor Hodgman Porter (* 19. Dezember 1868 in Littleton, New Hampshire, USA; † 21. Mai 1920 in Cambridge, Massachusetts, USA) war eine amerikanische Kinder- und Jugendbuchautorin. Eleanor H. Porters berühmtestes Kinderbuch war der 1913 veröffentlichte Roman Pollyanna, dem zwei Jahre später die Fortsetzung Pollyanna Grows Up folgte. Die beiden Kinderbücher sind bis heute in den USA sehr populär und sind die bisher einzigen Werke Porters, die auch in deutscher Sprache verlegt wurden.

## Werke

### Pollyanna
- Pollyanna. Ein frohes Buch für die Jugend (Pollyanna, illustriert von Lotte Oldenburg-Wittig)  
  - Pollyanna macht alle fröhlich (Neuausgabe, illustriert von Erich Hölle, Franz Schneider Verlag 1965)
  - Pollyanna. Ein Waisenkind in Amerika (bearbeitete Neuausgabe von Freya Stephan-Kühn, illustriert von Milada Krautmann, Arena Verlag 1995, ISBN 3-401-04610-1)
- Pollyanna wächst heran. Ein neues frohes Buch für die Jugend (Pollyanna Grows Up, Übersetzung: Olga Früh)
  - Pollyanna wird erwachsen. Neuübersetzung von Nadine Erler. Verlag 28 Eichen, Barnstorf 2021.
  - Pollyanna wird erwachsen. Übersetzer: Osmar Henry Syring, Verlag Heliakon 2021, ISBN 978-3-943208-95-5

### Miss Billy
1. Miss Billy (1911)
2. Miss Billy’s Decision (1912)
3. Miss Billy Married (1914)

### Margaret
1. Cross Currents (1928)
2. Turn of the Tide (1928)

### Einzelromane
- Just David (1916)
  - David. Deutsch von Ilona Limke-Bollweg. Verlag 28 Eichen, Barnstorf 2021.
- Six Star Ranch (1916)
- Road to Understanding (1917)
- Oh Money Money (1918)
- The Dawn (1919)
- Tangled Threads (1919)
- Keith’s Dark Tower (1919)
- Tie That Binds (1919)
- Story of Marco (1920)
- Mary Marie (1920)
- Sister Sue (1920)
- Money, Love and Kate (1923)

### Anthologien
- Hustler Joe and Other Stories (1924)
- Little Pardner and Other Stories (1926)
- Just Mother and Other Stories (1927)

## Verfilmungen
- 1952: Hat jemand meine Braut gesehen? (Has Anybody Seen My Gal?) – Regie: Douglas Sirk
- 1960: Alle lieben Pollyanna (Pollyanna) – Regie: David Swift